# Car-bomba

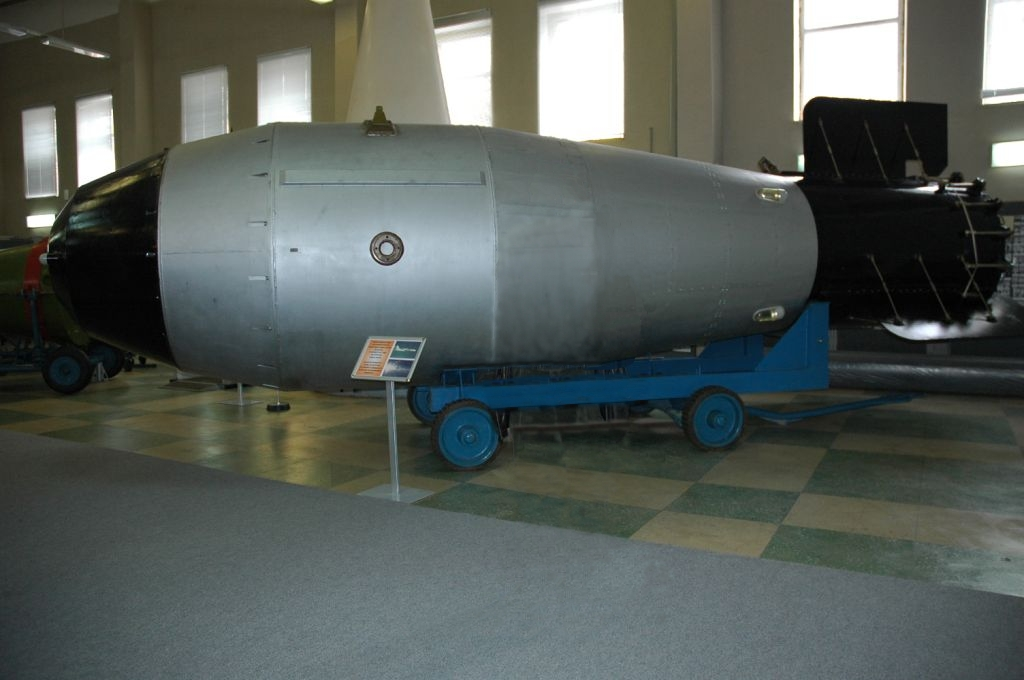
Maketa Car-bomby v sarovském muzeu jaderných zbraní

Car-bomba (rusky Царь-бомба) byla třístupňová termonukleární puma, nejsilnější zbraň, která byla v historii odpálena. Bomba byla vyvíjena pod jménem Ivan (Иван), či Váňa (Ваня), car-bomba je označení západních zdrojů, které se však rozšířilo i do dnešního Ruska (srovnej Car-puška).
Práce na konstrukci Car-bomby začaly v roce 1954 v uzavřeném městě Arzamas 16 (dnes Sarov) pod vedením akademika I. V. Kurčatova a J. B. Charitona.
Car-bomba měla hmotnost 27 tun, délku 8 metrů a průměr 2 metry. Pro její dopravu byl použit upravený čtyřmotorový turbovrtulový bombardér Tupolev Tu-95V (letové zkoušky a shozy makety bomby byly dokončeny v roce 1959).

## Konstrukce
Car-bomba byla třístupňová termonukleární puma o energii přibližně 50 až 58 Mt TNT (210 až 240 PJ). To je ekvivalentní přibližně 1 350 až 1 570-násobku kombinované energie bomb svržených na Hirošimu a Nagasaki. První stupeň využívá štěpné reakce pro kompresi termonukleárního druhého stupně, jehož energie komprimuje třetí, mnohem větší, termonukleární stupeň.[zdroj?]
Původní plány počítaly s uvolněnou energií ekvivalentní 100 Mt TNT. Od tohoto plánu ale bylo upuštěno, protože by vedl k vytvoření příliš velkého množství radioaktivního spadu, který by z velké části dopadl na obydlené území Sovětského svazu. Letadlo, které pumu shodilo, by navíc nemělo čas dostat se do bezpečné vzdálenosti. Pro limitování energie a množství spadu byl uran, který byl součástí třetího (možná i druhého) stupně, nahrazen olovem. Díky tomu 97 % uvolněné energie pocházelo z jaderné fúze a šlo tak o jeden z „nejčistších“ jaderných testů (v poměru k celkové energii). Často se uvádí, že car bomba byla nejsilnější zbraní v historii lidstva.[zdroj⁠?!]

## Odpálení

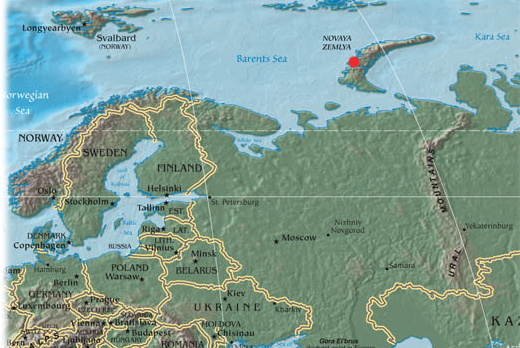
Místo odpálení Car-bomby

Porovnání poloměru ohnivé koule různých atomových zbraní (Fat Man, Peacekeeper, Minuteman, Castle Bravo, Car-bomba). Tento obrázek porovnává počáteční poloměry, ne maximální poloměry.

Odpálení Car-bomby proběhlo 30. října 1961 v 11.32 moskevského času nad sovětskou jadernou střelnicí Nová země (Objekt 700). Bomba byla shozena z letounu Tupolev Tu-95V z výšky 10,5 km. Její padákový systém zpomalil pád, a tím umožnil posádce letadla dostat se do bezpečné vzdálenosti v okamžiku výbuchu. Ten nastal ve výšce 4 km nad povrchem (roznět byl sepnut vestavěným senzorem tlaku vzduchu).
Ihned po výbuchu se vytvořila ohnivá koule o průměru přibližně 8 km. Její spodní část nezasáhla zemi kvůli odražené tlakové vlně, vrchní část téměř dosáhla výšky, ze které byla shozena (10,5 km). Světlo z výbuchu bylo pozorovatelné téměř 1 000 km od místa výbuchu. Následný atomový hřib byl 64 kilometrů vysoký, takže zasahoval až do mezosféry. Průměr klobouku hřibu byl 95 km a průměr jeho nohy 40 km.
Všechny budovy ve vesnici Severnyj 55 km daleko od epicentra byly zničeny. V místech stovky kilometrů daleko byly zničeny dřevěné domy, kamenné domy ztratily střechy, okna a dveře. Radiová komunikace byla přerušena téměř na hodinu. Uvolněné teplo by mohlo způsobit popáleniny 3. stupně 100 km daleko. Tlaková vlna byla pozorována 700 km daleko v přístavu Dikson. Okenní tabulky byly poškozeny ve vzdálenosti 900 km. Seismická vlna vytvořená výbuchem byla měřitelná i po třetím oběhnutí Země. Podle Einsteinovy rovnice E=mc² byla uvolněna energie odpovídající 2,34 až 2,67 kilogramům hmoty. Pro srovnání, přibližně stejné množství energie vyrobí v ČR všechny elektrárny ČEZu za rok. (Samotnému Temelínu nebo Dukovanům to trvá více než 4 roky.)

## Pozadí události
Vývoj a odpálení Car-bomby bylo součástí tehdejšího sovětského jaderného programu, jenž se rozvíjel po celou dobu studené války. Protože Sověti ke konci 50. let nedosahovali takové přesnosti radiového navádění zbraní jako Američané, kompenzovali účinnost zvyšováním ničivého potenciálu svých raket a bomb, aby mohly zničit cíl, i když spadly i o několik kilometrů mimo něj.
Detonace Car-bomby zdvihla vlnu mezinárodního napětí a americký vyslanec Adlai Stevenson obvinil Chruščova na konferenci Spojených národů ze zbytečného znečišťování atmosféry nesmyslnými odpaly takto monstrózních zbraní nebezpečných pro celé lidstvo. Zkouška ukázala nebezpečí dalších závodů ve vyvíjení stále silnějších bomb a přiměla obě hlavní jaderné mocnosti zahájit jednání o omezení jaderných zkoušek. Tyto rozhovory skončily podpisem Smlouvy o omezení jaderných zkoušek, což byl začátek mezinárodní spolupráce na tomto poli. O Smlouvu se významně zasloužil i jeden z tvůrců „Car bomby“, akademik Sacharov, pozdější sovětský obhájce lidských práv a disident.
Teprve později byl koncept jaderných bomb (jak SSSR, tak USA) postupně přeorientován na mezikontinentální balistické střely s jadernými hlavicemi.